# Bilan saison par saison des Argonauts de Toronto
Pour un article plus général, voir Argonauts de Toronto.
Les Argonauts de Toronto ont été fondés en 1873. Durant leur existence, ils ont disputé 139 saisons, dont les 10 premières sans faire partie d'une ligue. Par la suite, ils ont fait partie de la Ontario Rugby Football Union (ORFU) pendant 20 saisons, de 1883 à 1906, de la Interprovincial Rugby Football Union (IRFU, ou communément Big Four) pendant 44 saisons, de 1907 à 1915, de 1919 à 1940 et de 1945 à 1957, et finalement de la Ligue canadienne de football depuis 1958. Dans la LCF, ils ont disputé 66 saisons en date de 2024.
Ils ont terminé en première place de leur ligue ou division 29 fois, dont 3 fois dans l'ORFU, 9 fois dans l'IRFU et 17 fois dans la LCF. Ils ont atteint la finale du championnat du Dominion (prédécesseur de la coupe Grey) à deux reprises sans jamais le remporter. Ils ont aussi atteint la finale de la coupe Grey 25 fois, et l'ont remportée à 19 reprises, ce qui constitue un record.
|                      | Division                                                                                         | M.J.                                                                                             | Vic.                                                                                             | Déf.                                                                                             | Nuls                                                                                             | P.P.                                                                                             | P.C.                                                                                             | Pts                                                                                              | Pos.                                                                                             | Éliminatoires |
| Argonauts de Toronto |                                                                                                  |                                                                                                  |                                                                                                  |                                                                                                  |                                                                                                  |                                                                                                  |                                                                                                  |                                                                                                  |                                                                                                  | |
| 1873-1882            | Aucun sommaire de saison disponible                                                              | Aucun sommaire de saison disponible                                                              | Aucun sommaire de saison disponible                                                              | Aucun sommaire de saison disponible                                                              | Aucun sommaire de saison disponible                                                              | Aucun sommaire de saison disponible                                                              | Aucun sommaire de saison disponible                                                              | Aucun sommaire de saison disponible                                                              | Aucun sommaire de saison disponible                                                              | Aucun sommaire de saison disponible |
| 1883                 | ORFU                                                                                             | Pas de saison régulière                                                                          | Pas de saison régulière                                                                          | Pas de saison régulière                                                                          | Pas de saison régulière                                                                          | Pas de saison régulière                                                                          | Pas de saison régulière                                                                          | Pas de saison régulière                                                                          | Pas de saison régulière                                                                          | Demi-finale de l'ORFU : Toronto 24, Université de Toronto 1 Finale de l'ORFU : Toronto 9, Ottawa Football Club 7 |
| 1884                 | ORFU                                                                                             | Pas de saison régulière                                                                          | Pas de saison régulière                                                                          | Pas de saison régulière                                                                          | Pas de saison régulière                                                                          | Pas de saison régulière                                                                          | Pas de saison régulière                                                                          | Pas de saison régulière                                                                          | Pas de saison régulière                                                                          | Demi-finale de l'ORFU : Toronto 24, Tigers de Hamilton 7 Finale de l'ORFU : Toronto gagne par défaut devant le Ottawa Football Club Championnat du Dominion : Montreal Football Club 30, Toronto 0                                        |
| 1885                 | ORFU                                                                                             | Pas de saison régulière                                                                          | Pas de saison régulière                                                                          | Pas de saison régulière                                                                          | Pas de saison régulière                                                                          | Pas de saison régulière                                                                          | Pas de saison régulière                                                                          | Pas de saison régulière                                                                          | Pas de saison régulière                                                                          | Deuxième ronde de l'ORFU : Upper Canada College 11, Toronto 6 |
| 1886                 | ORFU                                                                                             | Pas de saison régulière                                                                          | Pas de saison régulière                                                                          | Pas de saison régulière                                                                          | Pas de saison régulière                                                                          | Pas de saison régulière                                                                          | Pas de saison régulière                                                                          | Pas de saison régulière                                                                          | Pas de saison régulière                                                                          | Demi-finale « city » de l'ORFU : Toronto 12, Ottawa Football Club 5 Finale de l'ORFU : Ottawa College 13, Toronto 0 |
| 1887                 | ORFU                                                                                             | Pas de saison régulière                                                                          | Pas de saison régulière                                                                          | Pas de saison régulière                                                                          | Pas de saison régulière                                                                          | Pas de saison régulière                                                                          | Pas de saison régulière                                                                          | Pas de saison régulière                                                                          | Pas de saison régulière                                                                          | Quart de finale « city » de l'ORFU : Hamilton 10, Toronto 8 |
| 1888                 | ORFU                                                                                             | Pas de saison régulière                                                                          | Pas de saison régulière                                                                          | Pas de saison régulière                                                                          | Pas de saison régulière                                                                          | Pas de saison régulière                                                                          | Pas de saison régulière                                                                          | Pas de saison régulière                                                                          | Pas de saison régulière                                                                          | Éliminés dans la « challenge series » |
| 1889                 | ORFU                                                                                             | Pas de saison régulière                                                                          | Pas de saison régulière                                                                          | Pas de saison régulière                                                                          | Pas de saison régulière                                                                          | Pas de saison régulière                                                                          | Pas de saison régulière                                                                          | Pas de saison régulière                                                                          | Pas de saison régulière                                                                          | Toronto vainqueur de la « challenge series » Finale de l'ORFU : Ottawa College 17, Toronto 2 |
| 1890                 | ORFU                                                                                             | Pas de saison régulière                                                                          | Pas de saison régulière                                                                          | Pas de saison régulière                                                                          | Pas de saison régulière                                                                          | Pas de saison régulière                                                                          | Pas de saison régulière                                                                          | Pas de saison régulière                                                                          | Pas de saison régulière                                                                          | Quart de finale de l'ORFU : Hamilton 8, Toronto 5 |
| 1891                 | ORFU                                                                                             | Pas de saison régulière                                                                          | Pas de saison régulière                                                                          | Pas de saison régulière                                                                          | Pas de saison régulière                                                                          | Pas de saison régulière                                                                          | Pas de saison régulière                                                                          | Pas de saison régulière                                                                          | Pas de saison régulière                                                                          | Quart de finale de l'ORFU (total de deux matchs): Hamilton 67, Toronto 18 |
| 1892                 | ORFU                                                                                             | Pas de saison régulière                                                                          | Pas de saison régulière                                                                          | Pas de saison régulière                                                                          | Pas de saison régulière                                                                          | Pas de saison régulière                                                                          | Pas de saison régulière                                                                          | Pas de saison régulière                                                                          | Pas de saison régulière                                                                          | Quart de finale de l'ORFU: Toronto 34, Ottawa College 5 Demi-finale de l'ORFU: Hamilton 5, Toronto 1 |
| 1893                 | ORFU                                                                                             | Pas de saison régulière                                                                          | Pas de saison régulière                                                                          | Pas de saison régulière                                                                          | Pas de saison régulière                                                                          | Pas de saison régulière                                                                          | Pas de saison régulière                                                                          | Pas de saison régulière                                                                          | Pas de saison régulière                                                                          | Quart de finale de l'ORFU (total de deux matchs): Toronto 44, Ottawa Football Club 15 Demi-finale de l'ORFU (total de deux matchs): Toronto 49, Osgoode Hall 47 Finale de l'ORFU (total de deux matchs): Université Queen's 55, Toronto 4 |
| 1894                 | ORFU                                                                                             | Pas de saison régulière                                                                          | Pas de saison régulière                                                                          | Pas de saison régulière                                                                          | Pas de saison régulière                                                                          | Pas de saison régulière                                                                          | Pas de saison régulière                                                                          | Pas de saison régulière                                                                          | Pas de saison régulière                                                                          | Quart de finale de l'ORFU (total de deux matchs): Hamilton 57, Toronto 15 |
| 1895-1897            | ORFU                                                                                             | Club suspendu car soupçonné d'employer des joueurs professionnels                                | Club suspendu car soupçonné d'employer des joueurs professionnels                                | Club suspendu car soupçonné d'employer des joueurs professionnels                                | Club suspendu car soupçonné d'employer des joueurs professionnels                                | Club suspendu car soupçonné d'employer des joueurs professionnels                                | Club suspendu car soupçonné d'employer des joueurs professionnels                                | Club suspendu car soupçonné d'employer des joueurs professionnels                                | Club suspendu car soupçonné d'employer des joueurs professionnels                                | Club suspendu car soupçonné d'employer des joueurs professionnels |
| 1898                 | ORFU                                                                                             | 6                                                                                                | 0                                                                                                | 6                                                                                                | 0                                                                                                | 19                                                                                               | 140                                                                                              | 0                                                                                                | 4/4                                                                                              | Non qualifiés |
| 1899                 | ORFU                                                                                             | 6                                                                                                | 2                                                                                                | 4                                                                                                | 0                                                                                                | 50                                                                                               | 92                                                                                               | 4                                                                                                | 3/4                                                                                              | Non qualifiés |
| 1900                 | ORFU                                                                                             | 6                                                                                                | 4                                                                                                | 2                                                                                                | 0                                                                                                | 54                                                                                               | 30                                                                                               | 8                                                                                                | 1/4 (ex aequo)                                                                                   | Finale de l'ORFU (bris d'égalité): Rough Riders d'Ottawa 20, Toronto 12 |
| 1901                 | ORFU                                                                                             | 6                                                                                                | 5                                                                                                | 1                                                                                                | 0                                                                                                | 65                                                                                               | 28                                                                                               | 10                                                                                               | 1/4                                                                                              | Championnat du Dominion: Ottawa College 12, Toronto 12. Match repris, Ottawa College 18, Toronto 3 |
| 1902                 | ORFU                                                                                             | 2                                                                                                | 1                                                                                                | 2                                                                                                | 0                                                                                                | 21                                                                                               | 32                                                                                               | 0                                                                                                | 2/3                                                                                              | Non qualifiés |
| 1903                 | Le club se retire en protestation de la réintégration par l'ORFU de deux joueurs professionnels. | Le club se retire en protestation de la réintégration par l'ORFU de deux joueurs professionnels. | Le club se retire en protestation de la réintégration par l'ORFU de deux joueurs professionnels. | Le club se retire en protestation de la réintégration par l'ORFU de deux joueurs professionnels. | Le club se retire en protestation de la réintégration par l'ORFU de deux joueurs professionnels. | Le club se retire en protestation de la réintégration par l'ORFU de deux joueurs professionnels. | Le club se retire en protestation de la réintégration par l'ORFU de deux joueurs professionnels. | Le club se retire en protestation de la réintégration par l'ORFU de deux joueurs professionnels. | Le club se retire en protestation de la réintégration par l'ORFU de deux joueurs professionnels. | Le club se retire en protestation de la réintégration par l'ORFU de deux joueurs professionnels. |
| 1904                 | ORFU, 1er district                                                                               | 4                                                                                                | 2                                                                                                | 2                                                                                                | 0                                                                                                | 37                                                                                               | 70                                                                                               | 4                                                                                                | 1/3 (ex aequo)                                                                                   | Bris d'égalité du 1er district de l'ORFU: Torontos de Toronto 14, Toronto 4 |
| 1905                 | ORFU                                                                                             | 6                                                                                                | 4                                                                                                | 2                                                                                                | 0                                                                                                | 67                                                                                               | 74                                                                                               | 8                                                                                                | 2/4                                                                                              | Non qualifiés |
| 1906                 | ORFU                                                                                             | 6                                                                                                | 4                                                                                                | 2                                                                                                | 0                                                                                                | 75                                                                                               | 48                                                                                               | 8                                                                                                | 2/4                                                                                              | Non qualifiés |
| 1907,                | IRFU                                                                                             | 6                                                                                                | 1                                                                                                | 5                                                                                                | 0                                                                                                | 63                                                                                               | 112                                                                                              | 2                                                                                                | 4/4                                                                                              | Non qualifiés |
| 1908                 | IRFU                                                                                             | 6                                                                                                | 1                                                                                                | 5                                                                                                | 0                                                                                                | 50                                                                                               | 160                                                                                              | 2                                                                                                | 4/4                                                                                              | Non qualifiés |
| 1909                 | IRFU                                                                                             | 6                                                                                                | 1                                                                                                | 5                                                                                                | 0                                                                                                | 76                                                                                               | 71                                                                                               | 2                                                                                                | 3/4                                                                                              | Non qualifiés |
| 1910                 | IRFU                                                                                             | 6                                                                                                | 3                                                                                                | 3                                                                                                | 0                                                                                                | 68                                                                                               | 92                                                                                               | 6                                                                                                | 2/4 (ex aequo)                                                                                   | Non qualifiés |
| 1911                 | IRFU                                                                                             | 6                                                                                                | 5                                                                                                | 1                                                                                                | 0                                                                                                | 56                                                                                               | 31                                                                                               | 10                                                                                               | 1/4                                                                                              | Demi-finale de l'Est: Toronto 9, Alerts de Hamilton 2 Coupe Grey: Université de Toronto 14, Toronto 7 |
| 1912                 | IRFU                                                                                             | 6                                                                                                | 5                                                                                                | 1                                                                                                | 0                                                                                                | 78                                                                                               | 56                                                                                               | 10                                                                                               | 1/4                                                                                              | Finale de l'Est: Toronto 22, Université de Toronto 16 Coupe Grey: Alerts de Hamilton 11, Toronto 4 |
| 1913                 | IRFU                                                                                             | 6                                                                                                | 3                                                                                                | 3                                                                                                | 0                                                                                                | 101                                                                                              | 87                                                                                               | 6                                                                                                | 3/4                                                                                              | Non qualifiés |
| 1914                 | IRFU                                                                                             | 6                                                                                                | 5                                                                                                | 1                                                                                                | 0                                                                                                | 145                                                                                              | 47                                                                                               | 10                                                                                               | 1/4 (ex aequo)                                                                                   | Bris d'égalité de l'IRFU: Toronto 9, Hamilton 9. Match repris, Toronto 11, Hamilton 4 Finale de l'Est: Toronto 16, Hamilton Rowing Club 14 Coupe Grey: Toronto 11, Université de Toronto 2                                                |
| 1915                 | IRFU                                                                                             | 5                                                                                                | 3                                                                                                | 2                                                                                                | 0                                                                                                | 69                                                                                               | 49                                                                                               | 6                                                                                                | 2/4                                                                                              | Non qualifiés |
| 1916-1918            | Saisons annulées                                                                                 | Saisons annulées                                                                                 | Saisons annulées                                                                                 | Saisons annulées                                                                                 | Saisons annulées                                                                                 | Saisons annulées                                                                                 | Saisons annulées                                                                                 | Saisons annulées                                                                                 | Saisons annulées                                                                                 | Saisons annulées |
| 1919                 | IRFU                                                                                             | 6                                                                                                | 3                                                                                                | 3                                                                                                | 0                                                                                                | 78                                                                                               | 44                                                                                               | 6                                                                                                | 2/4                                                                                              | Pas d'éliminatoires ni de match de la coupe Grey |
| 1920                 | IRFU                                                                                             | 6                                                                                                | 5                                                                                                | 1                                                                                                | 0                                                                                                | 54                                                                                               | 32                                                                                               | 10                                                                                               | 1/4                                                                                              | Finale de l'Est: Toronto 7, Torontos de Toronto 6. Match repris, Toronto 5, Torontos de Toronto 2 Coupe Grey: Université de Toronto 16, Toronto 3                                                                                         |
| 1921                 | IRFU                                                                                             | 6                                                                                                | 6                                                                                                | 0                                                                                                | 0                                                                                                | 167                                                                                              | 35                                                                                               | 12                                                                                               | 1/4                                                                                              | Demi-finale de l'Est: Toronto 20, Université de Toronto 12 Finale de l'Est: Toronto 16, Toronto Parkdale 8 Coupe Grey: Toronto 23, Eskimos d'Edmonton 0                                                                                   |
| 1922                 | IRFU                                                                                             | 6                                                                                                | 5                                                                                                | 0                                                                                                | 1                                                                                                | 110                                                                                              | 24                                                                                               | 11                                                                                               | 1/4                                                                                              | Demi-finale de l'Est: Toronto 20, Toronto Parkdale 1 Finale de l'Est: Université Queen's 12, Toronto 11 |
| 1923                 | IRFU                                                                                             | 6                                                                                                | 3                                                                                                | 1                                                                                                | 2                                                                                                | 71                                                                                               | 41                                                                                               | 8                                                                                                | 2/4                                                                                              | Non qualifiés |
| 1924                 | IRFU                                                                                             | 6                                                                                                | 4                                                                                                | 2                                                                                                | 0                                                                                                | 51                                                                                               | 39                                                                                               | 8                                                                                                | 2/4                                                                                              | Non qualifiés |
| 1925                 | IRFU                                                                                             | 6                                                                                                | 2                                                                                                | 4                                                                                                | 0                                                                                                | 39                                                                                               | 42                                                                                               | 4                                                                                                | 4/4                                                                                              | Non qualifiés |
| 1926                 | IRFU                                                                                             | 6                                                                                                | 3                                                                                                | 3                                                                                                | 0                                                                                                | 53                                                                                               | 55                                                                                               | 6                                                                                                | 3/4                                                                                              | Non qualifiés |
| 1927                 | IRFU                                                                                             | 6                                                                                                | 2                                                                                                | 3                                                                                                | 1                                                                                                | 44                                                                                               | 56                                                                                               | 5                                                                                                | 3/4                                                                                              | Non qualifiés |
| 1928                 | IRFU                                                                                             | 6                                                                                                | 1                                                                                                | 4                                                                                                | 1                                                                                                | 30                                                                                               | 45                                                                                               | 3                                                                                                | 3/4                                                                                              | Non qualifiés |
| 1929                 | IRFU                                                                                             | 6                                                                                                | 3                                                                                                | 3                                                                                                | 0                                                                                                | 50                                                                                               | 35                                                                                               | 6                                                                                                | 3/4                                                                                              | Non qualifiés |
| 1930                 | IRFU                                                                                             | 6                                                                                                | 4                                                                                                | 1                                                                                                | 1                                                                                                | 40                                                                                               | 24                                                                                               | 9                                                                                                | 2/4                                                                                              | Non qualifiés |
| 1931                 | IRFU                                                                                             | 6                                                                                                | 3                                                                                                | 3                                                                                                | 0                                                                                                | 55                                                                                               | 64                                                                                               | 6                                                                                                | 3/4                                                                                              | Non qualifiés |
| 1932                 | IRFU                                                                                             | 6                                                                                                | 3                                                                                                | 3                                                                                                | 0                                                                                                | 56                                                                                               | 58                                                                                               | 6                                                                                                | 3/4                                                                                              | Non qualifiés |
| 1933                 | IRFU                                                                                             | 6                                                                                                | 4                                                                                                | 2                                                                                                | 0                                                                                                | 86                                                                                               | 54                                                                                               | 8                                                                                                | 1/4 (ex aequo)                                                                                   | Bris d'égalité de l'IRFU (total de deux matchs): Toronto 20, Montreal AAA Winged Wheelers 9 Demi-finale de la coupe Grey: Toronto 13, Pegs de Winnipeg 0 Coupe Grey: Toronto 4, Imperials de Sarnia (en) 3                                |
| 1934                 | IRFU                                                                                             | 6                                                                                                | 3                                                                                                | 2                                                                                                | 1                                                                                                | 51                                                                                               | 38                                                                                               | 7                                                                                                | 3/4                                                                                              | Non qualifiés |
| 1935                 | IRFU                                                                                             | 9                                                                                                | 6                                                                                                | 3                                                                                                | 0                                                                                                | 97                                                                                               | 90                                                                                               | 12                                                                                               | 2/4                                                                                              | Non qualifiés |
| 1936                 | IRFU                                                                                             | 6                                                                                                | 4                                                                                                | 2                                                                                                | 0                                                                                                | 74                                                                                               | 37                                                                                               | 8                                                                                                | 1/4                                                                                              | Finale de l'IRFU (total de deux matchs): Rough Riders d'Ottawa 22, Toronto 6 |
| 1937                 | IRFU                                                                                             | 6                                                                                                | 5                                                                                                | 1                                                                                                | 0                                                                                                | 72                                                                                               | 43                                                                                               | 10                                                                                               | 1/4                                                                                              | Finale de l'IRFU (total de deux matchs): Toronto 21, Rough Riders d'Ottawa 16 Finale de l'Est: Toronto 10, Imperials de Sarnia 6 Coupe Grey: Toronto 4, Winnipeg 3                                                                        |
| 1938                 | IRFU                                                                                             | 6                                                                                                | 5                                                                                                | 1                                                                                                | 0                                                                                                | 151                                                                                              | 52                                                                                               | 10                                                                                               | 2/4                                                                                              | Finale de l'IRFU (total de deux matchs): Toronto 14, Rough Riders d'Ottawa 4 Finale de l'Est: Toronto 25, Imperials de Sarnia 8 Coupe Grey: Toronto 30, Winnipeg 7                                                                        |
| 1939                 | IRFU                                                                                             | 6                                                                                                | 4                                                                                                | 1                                                                                                | 1                                                                                                | 58                                                                                               | 43                                                                                               | 9                                                                                                | 2/4                                                                                              | Finale de l'IRFU (total de deux matchs): Rough Riders d'Ottawa 39, Toronto 6 |
| 1940                 | IRFU                                                                                             | 6                                                                                                | 4                                                                                                | 2                                                                                                | 0                                                                                                | 58                                                                                               | 79                                                                                               | 8                                                                                                | 2/4                                                                                              | Finale de l'IRFU (total de deux matchs): Rough Riders d'Ottawa 20, Toronto 2 |
| 1941                 | ERFU                                                                                             | 6                                                                                                | 5                                                                                                | 1                                                                                                | 0                                                                                                | 66                                                                                               | 42                                                                                               | 10                                                                                               | 2/4                                                                                              | Finale de l'ERFU (total de deux matchs): Rough Riders d'Ottawa 18, Toronto 17 |
| 1942                 | Saison annulée                                                                                   | Saison annulée                                                                                   | Saison annulée                                                                                   | Saison annulée                                                                                   | Saison annulée                                                                                   | Saison annulée                                                                                   | Saison annulée                                                                                   | Saison annulée                                                                                   | Saison annulée                                                                                   | Saison annulée |
| 1943                 | Saison annulée                                                                                   | Saison annulée                                                                                   | Saison annulée                                                                                   | Saison annulée                                                                                   | Saison annulée                                                                                   | Saison annulée                                                                                   | Saison annulée                                                                                   | Saison annulée                                                                                   | Saison annulée                                                                                   | Saison annulée |
| 1944                 | Saison annulée                                                                                   | Saison annulée                                                                                   | Saison annulée                                                                                   | Saison annulée                                                                                   | Saison annulée                                                                                   | Saison annulée                                                                                   | Saison annulée                                                                                   | Saison annulée                                                                                   | Saison annulée                                                                                   | Saison annulée |
| 1945                 | IRFU                                                                                             | 6                                                                                                | 5                                                                                                | 1                                                                                                | 0                                                                                                | 92                                                                                               | 44                                                                                               | 10                                                                                               | 2/4                                                                                              | Finale de l'IRFU (total de deux matchs): Toronto 33, Rough Riders d'Ottawa 18 Finale de l'Est: Toronto 14, Balmy Beach de Toronto 2 Coupe Grey: Toronto 35, Winnipeg 0                                                                    |
| 1946                 | IRFU                                                                                             | 12                                                                                               | 7                                                                                                | 3                                                                                                | 2                                                                                                | 140                                                                                              | 124                                                                                              | 16                                                                                               | 2/4                                                                                              | Finale de l'IRFU: Toronto 12, Alouettes de Montréal 6 Finale de l'Est: Toronto 22, Balmy Beach de Toronto 12 Coupe Grey: Toronto 28, Winnipeg 6                                                                                           |
| 1947                 | IRFU                                                                                             | 12                                                                                               | 7                                                                                                | 4                                                                                                | 1                                                                                                | 140                                                                                              | 122                                                                                              | 15                                                                                               | 2/4                                                                                              | Finale de l'IRFU (total de deux matchs): Toronto 24, Rough Riders d'Ottawa 0 Finale de l'Est: Toronto 22, Trojans d'Ottawa 1 Coupe Grey: Toronto 10, Winnipeg 9                                                                           |
| 1948                 | IRFU                                                                                             | 12                                                                                               | 5                                                                                                | 6                                                                                                | 1                                                                                                | 160                                                                                              | 181                                                                                              | 11                                                                                               | 3/4                                                                                              | Non qualifiés |
| 1949                 | IRFU                                                                                             | 12                                                                                               | 5                                                                                                | 7                                                                                                | 0                                                                                                | 209                                                                                              | 254                                                                                              | 10                                                                                               | 3/4                                                                                              | Non qualifiés |
| 1950                 | IRFU                                                                                             | 12                                                                                               | 6                                                                                                | 5                                                                                                | 1                                                                                                | 291                                                                                              | 187                                                                                              | 13                                                                                               | 2/4                                                                                              | Finale de l'IRFU (total de deux matchs): Toronto 35, Tiger-Cats de Hamilton 19 Finale de l'Est: Toronto 43, Balmy Beach de Toronto 13 Coupe Grey: Toronto 13, Winnipeg 0                                                                  |
| 1951                 | IRFU                                                                                             | 12                                                                                               | 7                                                                                                | 5                                                                                                | 0                                                                                                | 226                                                                                              | 205                                                                                              | 14                                                                                               | 3/4                                                                                              | Demi-finale de l'IRFU (total de deux matchs): Hamilton 31, Toronto 28 |
| 1952                 | IRFU                                                                                             | 12                                                                                               | 7                                                                                                | 4                                                                                                | 1                                                                                                | 265                                                                                              | 191                                                                                              | 15                                                                                               | 2/4                                                                                              | Finale de l'IRFU (total de trois matchs): Toronto 45, Hamilton 40 Finale de l'Est: Toronto 34, Imperials de Sarnia 15 Coupe Grey: Toronto 21, Eskimos d'Edmonton 11                                                                       |
| 1953                 | IRFU                                                                                             | 14                                                                                               | 5                                                                                                | 9                                                                                                | 0                                                                                                | 172                                                                                              | 249                                                                                              | 10                                                                                               | 4/4                                                                                              | Non qualifiés |
| 1954                 | IRFU                                                                                             | 14                                                                                               | 6                                                                                                | 8                                                                                                | 0                                                                                                | 212                                                                                              | 265                                                                                              | 12                                                                                               | 3/4                                                                                              | Non qualifiés |
| 1955                 | IRFU                                                                                             | 12                                                                                               | 4                                                                                                | 8                                                                                                | 0                                                                                                | 239                                                                                              | 328                                                                                              | 8                                                                                                | 3/4                                                                                              | Demi-finale de l'IRFU (total de deux matchs): Toronto 32, Hamilton 28 Finale de l'IRFU: Montréal 38, Toronto 36 |
| 1956                 | IRFU                                                                                             | 14                                                                                               | 4                                                                                                | 10                                                                                               | 0                                                                                                | 331                                                                                              | 413                                                                                              | 8                                                                                                | 3/4                                                                                              | Non qualifiés |
| 1957                 | IRFU                                                                                             | 14                                                                                               | 4                                                                                                | 10                                                                                               | 0                                                                                                | 274                                                                                              | 410                                                                                              | 8                                                                                                | 4/4                                                                                              | Non qualifiés |
| 1958                 | IRFU                                                                                             | 14                                                                                               | 4                                                                                                | 10                                                                                               | 0                                                                                                | 266                                                                                              | 308                                                                                              | 8                                                                                                | 4/4                                                                                              | Non qualifiés |
| 1959                 | IRFU                                                                                             | 14                                                                                               | 4                                                                                                | 10                                                                                               | 0                                                                                                | 192                                                                                              | 274                                                                                              | 8                                                                                                | 4/4                                                                                              | Non qualifiés |
| 1960                 | Est                                                                                              | 14                                                                                               | 10                                                                                               | 4                                                                                                | 0                                                                                                | 370                                                                                              | 265                                                                                              | 20                                                                                               | 1/4                                                                                              | Finale de la Conférence de l'Est (2 parties au total des points) : Ottawa 54, Toronto 41 |
| 1961                 | Est                                                                                              | 14                                                                                               | 7                                                                                                | 6                                                                                                | 1                                                                                                | 255                                                                                              | 258                                                                                              | 15                                                                                               | 3/4                                                                                              | Demi-finale de la Conférence de l'Est: Toronto 43, Ottawa 19 Finale de la Conférence de l'Est (2 parties au total des points) : Hamilton 55, Toronto 27                                                                                   |
| 1962                 | Est                                                                                              | 14                                                                                               | 4                                                                                                | 10                                                                                               | 0                                                                                                | 259                                                                                              | 378                                                                                              | 8                                                                                                | 4/4                                                                                              | Non qualifiés |
| 1963                 | Est                                                                                              | 14                                                                                               | 3                                                                                                | 11                                                                                               | 0                                                                                                | 202                                                                                              | 310                                                                                              | 6                                                                                                | 4/4                                                                                              | Non qualifiés |
| 1964                 | Est                                                                                              | 14                                                                                               | 4                                                                                                | 10                                                                                               | 0                                                                                                | 243                                                                                              | 332                                                                                              | 8                                                                                                | 4/4                                                                                              | Non qualifiés |
| 1965                 | Est                                                                                              | 14                                                                                               | 3                                                                                                | 11                                                                                               | 0                                                                                                | 193                                                                                              | 360                                                                                              | 6                                                                                                | 4/4                                                                                              | Non qualifiés |
| 1966                 | Est                                                                                              | 14                                                                                               | 5                                                                                                | 9                                                                                                | 0                                                                                                | 182                                                                                              | 271                                                                                              | 10                                                                                               | 4/4                                                                                              | Non qualifiés |
| 1967                 | Est                                                                                              | 14                                                                                               | 5                                                                                                | 8                                                                                                | 1                                                                                                | 252                                                                                              | 266                                                                                              | 11                                                                                               | 3/4                                                                                              | Demi-finale de la Conférence de l'Est: Ottawa 38, Toronto 22 |
| 1968                 | Est                                                                                              | 14                                                                                               | 9                                                                                                | 5                                                                                                | 0                                                                                                | 284                                                                                              | 266                                                                                              | 18                                                                                               | 2/4                                                                                              | Demi-finale de la Conférence de l'Est : Toronto 33, Hamilton 21 Finale de la Conférence de l'Est (2 parties au total des points) : Ottawa 47, Toronto 27                                                                                  |
| 1969                 | Est                                                                                              | 14                                                                                               | 10                                                                                               | 4                                                                                                | 0                                                                                                | 406                                                                                              | 280                                                                                              | 20                                                                                               | 2/4                                                                                              | Demi-finale de la Conférence de l'Est : Toronto 15, Hamilton 9 Finale de la Conférence de l'Est (2 parties au total des points) : Ottawa 46, Toronto 25                                                                                   |
| 1970                 | Est                                                                                              | 14                                                                                               | 8                                                                                                | 6                                                                                                | 0                                                                                                | 329                                                                                              | 290                                                                                              | 16                                                                                               | 2/4                                                                                              | Finale de la Conférence de l'Est (2 parties au total des points) : Montréal 16, Toronto 7 |
| 1971                 | Est                                                                                              | 14                                                                                               | 10                                                                                               | 4                                                                                                | 0                                                                                                | 289                                                                                              | 248                                                                                              | 20                                                                                               | 1/4                                                                                              | Finale de la Conférence de l'Est (2 parties au total des points) : Toronto 40, Hamilton 25 Coupe Grey: Calgary 14, Toronto 11 |
| 1972                 | Est                                                                                              | 14                                                                                               | 3                                                                                                | 11                                                                                               | 0                                                                                                | 254                                                                                              | 298                                                                                              | 6                                                                                                | 4/4                                                                                              | Non qualifiés |
| 1973                 | Est                                                                                              | 14                                                                                               | 7                                                                                                | 5                                                                                                | 2                                                                                                | 265                                                                                              | 231                                                                                              | 16                                                                                               | 2/4                                                                                              | Demi-finale de la Conférence de l'Est : Montréal 32, Toronto 10 |
| 1974                 | Est                                                                                              | 16                                                                                               | 6                                                                                                | 9                                                                                                | 1                                                                                                | 281                                                                                              | 314                                                                                              | 13                                                                                               | 4/4                                                                                              | Non qualifiés |
| 1975                 | Est                                                                                              | 16                                                                                               | 5                                                                                                | 10                                                                                               | 1                                                                                                | 261                                                                                              | 324                                                                                              | 11                                                                                               | 4/4                                                                                              | Non qualifiés |
| 1976                 | Est                                                                                              | 16                                                                                               | 7                                                                                                | 8                                                                                                | 1                                                                                                | 289                                                                                              | 354                                                                                              | 15                                                                                               | 4/4                                                                                              | Non qualifiés |
| 1977                 | Est                                                                                              | 16                                                                                               | 6                                                                                                | 10                                                                                               | 0                                                                                                | 251                                                                                              | 266                                                                                              | 12                                                                                               | 3/4                                                                                              | Demi-finale de la Conférence de l'Est : Ottawa 21, Toronto 16 |
| 1978                 | Est                                                                                              | 16                                                                                               | 4                                                                                                | 12                                                                                               | 0                                                                                                | 234                                                                                              | 389                                                                                              | 8                                                                                                | 4/4                                                                                              | Non qualifiés |
| 1979                 | Est                                                                                              | 16                                                                                               | 5                                                                                                | 11                                                                                               | 0                                                                                                | 234                                                                                              | 352                                                                                              | 10                                                                                               | 4/4                                                                                              | Non qualifiés |
| 1980                 | Est                                                                                              | 16                                                                                               | 6                                                                                                | 10                                                                                               | 0                                                                                                | 334                                                                                              | 358                                                                                              | 12                                                                                               | 4/4                                                                                              | Non qualifiés |
| 1981                 | Est                                                                                              | 16                                                                                               | 2                                                                                                | 14                                                                                               | 0                                                                                                | 241                                                                                              | 506                                                                                              | 4                                                                                                | 4/4                                                                                              | Non qualifiés |
| 1982                 | Est                                                                                              | 16                                                                                               | 9                                                                                                | 6                                                                                                | 1                                                                                                | 426                                                                                              | 426                                                                                              | 19                                                                                               | 1/4                                                                                              | Finale de la division Est : Toronto 44, Ottawa 7 Coupe Grey: Edmonton 32, Toronto 6 |
| 1983                 | Est                                                                                              | 16                                                                                               | 12                                                                                               | 4                                                                                                | 0                                                                                                | 452                                                                                              | 328                                                                                              | 24                                                                                               | 1/4                                                                                              | Finale de la division Est : Toronto 41, Hamilton 36 Coupe Grey: Toronto 18, Colombie-Britannique 17 |
| 1984                 | Est                                                                                              | 16                                                                                               | 9                                                                                                | 6                                                                                                | 1                                                                                                | 461                                                                                              | 361                                                                                              | 19                                                                                               | 1/4                                                                                              | Finale de la division Est : Hamilton 14, Toronto 13 |
| 1985                 | Est                                                                                              | 16                                                                                               | 6                                                                                                | 10                                                                                               | 0                                                                                                | 344                                                                                              | 397                                                                                              | 12                                                                                               | 4/4                                                                                              | Non qualifiés |
| 1986                 | Est                                                                                              | 18                                                                                               | 10                                                                                               | 8                                                                                                | 0                                                                                                | 417                                                                                              | 441                                                                                              | 20                                                                                               | 1/4                                                                                              | Finale de la division Est (2 parties au total des points) : Hamilton 59, Toronto 56 |
| 1987                 | Est                                                                                              | 18                                                                                               | 11                                                                                               | 6                                                                                                | 1                                                                                                | 484                                                                                              | 427                                                                                              | 14                                                                                               | 2/4                                                                                              | Demi-finale de la division Est : Toronto 29, Hamilton 13 Finale de la division Est : Toronto 19, Winnipeg 3 Coupe Grey: Edmonton 38, Toronto 36                                                                                           |
| 1988                 | Est                                                                                              | 18                                                                                               | 14                                                                                               | 4                                                                                                | 0                                                                                                | 571                                                                                              | 326                                                                                              | 28                                                                                               | 1/4                                                                                              | Finale de la division Est : Winnipeg 27, Toronto 11 |
| 1989                 | Est                                                                                              | 18                                                                                               | 7                                                                                                | 11                                                                                               | 0                                                                                                | 369                                                                                              | 428                                                                                              | 14                                                                                               | 2/4                                                                                              | Demi-finale de la division Est : Winnipeg 30, Toronto 7 |
| 1990                 | Est                                                                                              | 18                                                                                               | 10                                                                                               | 8                                                                                                | 0                                                                                                | 689                                                                                              | 538                                                                                              | 20                                                                                               | 2/4                                                                                              | Demi-finale de la division Est : Toronto 34, Ottawa 25 Finale de la division Est : Winnipeg 20, Toronto 17 |
| 1991                 | Est                                                                                              | 18                                                                                               | 13                                                                                               | 5                                                                                                | 0                                                                                                | 647                                                                                              | 526                                                                                              | 26                                                                                               | 1/4                                                                                              | Finale de la division Est : Toronto 32, Winnipeg 3 Coupe Grey: Toronto 36, Calgary 21 |
| 1992                 | Est                                                                                              | 18                                                                                               | 6                                                                                                | 12                                                                                               | 0                                                                                                | 469                                                                                              | 523                                                                                              | 12                                                                                               | 4/4                                                                                              | Non qualifiés |
| 1993                 | Est                                                                                              | 18                                                                                               | 3                                                                                                | 15                                                                                               | 0                                                                                                | 390                                                                                              | 593                                                                                              | 6                                                                                                | 4/4                                                                                              | Non qualifiés |
| 1994                 | Est                                                                                              | 18                                                                                               | 7                                                                                                | 11                                                                                               | 0                                                                                                | 504                                                                                              | 578                                                                                              | 14                                                                                               | 3/6                                                                                              | Demi-finale de la division Est : Baltimore CFLers 34, Toronto 15 |
| 1995                 | Nord                                                                                             | 18                                                                                               | 4                                                                                                | 14                                                                                               | 0                                                                                                | 376                                                                                              | 519                                                                                              | 8                                                                                                | 7/8                                                                                              | Non qualifiés |
| 1996                 | Est                                                                                              | 18                                                                                               | 15                                                                                               | 3                                                                                                | 0                                                                                                | 556                                                                                              | 359                                                                                              | 30                                                                                               | 1/4                                                                                              | Finale de la division Est : Toronto 43, Montréal 7 Coupe Grey: Toronto 43, Edmonton 37 |
| 1997                 | Est                                                                                              | 18                                                                                               | 15                                                                                               | 3                                                                                                | 0                                                                                                | 660                                                                                              | 327                                                                                              | 30                                                                                               | 1/4                                                                                              | Finale de la division Est : Toronto 37, Montréal 30 Coupe Grey: Toronto 47, Saskatchewan 23 |
| 1998                 | Est                                                                                              | 18                                                                                               | 9                                                                                                | 9                                                                                                | 0                                                                                                | 452                                                                                              | 410                                                                                              | 18                                                                                               | 3/4                                                                                              | Demi-finale de la division Est : Montréal 41, Toronto 28 |
| 1999                 | Est                                                                                              | 18                                                                                               | 9                                                                                                | 9                                                                                                | 0                                                                                                | 386                                                                                              | 373                                                                                              | 18                                                                                               | 3/4                                                                                              | Demi-finale de la division Est : Hamilton 27, Toronto 6 |
| 2000                 | Est                                                                                              | 18                                                                                               | 7                                                                                                | 10                                                                                               | 1                                                                                                | 432                                                                                              | 455                                                                                              | 15                                                                                               | 4/4                                                                                              | Non qualifiés |
| 2001                 | Est                                                                                              | 18                                                                                               | 7                                                                                                | 11                                                                                               | 0                                                                                                | 432                                                                                              | 455                                                                                              | 14                                                                                               | 4/4                                                                                              | Non qualifiés |
| 2002                 | Est                                                                                              | 18                                                                                               | 8                                                                                                | 10                                                                                               | 0                                                                                                | 344                                                                                              | 482                                                                                              | 16                                                                                               | 2/4                                                                                              | Demi-finale de l'Est: Toronto 24, Saskatchewan 14 Finale de l'Est: Montréal 35, Toronto 18 |
| 2003                 | Est                                                                                              | 18                                                                                               | 9                                                                                                | 9                                                                                                | 0                                                                                                | 473                                                                                              | 433                                                                                              | 18                                                                                               | 2/4                                                                                              | Demi-finale de l'Est: Toronto 28, Colombie-Britannique 7 Finale de l'Est: Montréal 30, Toronto 26 |
| 2004                 | Est                                                                                              | 18                                                                                               | 10                                                                                               | 7                                                                                                | 1                                                                                                | 422                                                                                              | 414                                                                                              | 21                                                                                               | 2/4                                                                                              | Demi-finale de la division Est : Toronto 24, Hamilton 6 Finale de la division Est : Toronto 28, Montréal 18 Coupe Grey: Toronto 27, Colombie-Britannique 19                                                                               |
| 2005                 | Est                                                                                              | 18                                                                                               | 11                                                                                               | 7                                                                                                | 0                                                                                                | 486                                                                                              | 387                                                                                              | 22                                                                                               | 1/4                                                                                              | Finale de la division Est : Montréal 33, Toronto 17 |
| 2006                 | Est                                                                                              | 18                                                                                               | 10                                                                                               | 8                                                                                                | 0                                                                                                | 359                                                                                              | 343                                                                                              | 20                                                                                               | 2/4                                                                                              | Demi-finale de la division Est : Toronto 31, Winnipeg 27 Finale de la division Est : Montréal 33, Toronto 24 |
| 2007                 | Est                                                                                              | 18                                                                                               | 11                                                                                               | 7                                                                                                | 0                                                                                                | 440                                                                                              | 336                                                                                              | 22                                                                                               | 1/4                                                                                              | Finale de la division Est : Winnipeg 19, Toronto 9 |
| 2008                 | Est                                                                                              | 18                                                                                               | 4                                                                                                | 14                                                                                               | 0                                                                                                | 397                                                                                              | 627                                                                                              | 8                                                                                                | 3/4                                                                                              | Non qualifiés |
| 2009                 | Est                                                                                              | 18                                                                                               | 3                                                                                                | 15                                                                                               | 0                                                                                                | 328                                                                                              | 502                                                                                              | 6                                                                                                | 4/4                                                                                              | Non qualifiés |
| 2010                 | Est                                                                                              | 18                                                                                               | 9                                                                                                | 9                                                                                                | 0                                                                                                | 373                                                                                              | 442                                                                                              | 18                                                                                               | 3/4                                                                                              | Demi-finale de la division Est : Toronto 16, Hamilton 13 Finale de la division Est : Montréal 48, Toronto 17 |
| 2011                 | Est                                                                                              | 18                                                                                               | 6                                                                                                | 12                                                                                               | 0                                                                                                | 397                                                                                              | 498                                                                                              | 12                                                                                               | 4/4                                                                                              | Non qualifiés |
| 2012                 | Est                                                                                              | 18                                                                                               | 9                                                                                                | 9                                                                                                | 0                                                                                                | 445                                                                                              | 491                                                                                              | 18                                                                                               | 2/4                                                                                              | Demi-finale de la division Est : Toronto 42, Edmonton 26 Finale de la division Est : Toronto 27, Montréal 20 Coupe Grey: Toronto 35, Calgary 22                                                                                           |
| 2013                 | Est                                                                                              | 18                                                                                               | 11                                                                                               | 7                                                                                                | 0                                                                                                | 507                                                                                              | 458                                                                                              | 20                                                                                               | 1/4                                                                                              | Finale de la division Est : Hamilton 36, Toronto 24 |
| 2014                 | Est                                                                                              | 18                                                                                               | 8                                                                                                | 10                                                                                               | 0                                                                                                | 450                                                                                              | 456                                                                                              | 16                                                                                               | 3/4                                                                                              | Non qualifiés |
| 2015                 | Est                                                                                              | 18                                                                                               | 10                                                                                               | 8                                                                                                | 0                                                                                                | 438                                                                                              | 499                                                                                              | 20                                                                                               | 3/4                                                                                              | Demi-finale de la division Est : Hamilton 25, Toronto 22 |
| 2016                 | Est                                                                                              | 18                                                                                               | 5                                                                                                | 13                                                                                               | 0                                                                                                | 383                                                                                              | 568                                                                                              | 10                                                                                               | 4/4                                                                                              | Non qualifiés |
| 2017                 | Est                                                                                              | 18                                                                                               | 9                                                                                                | 9                                                                                                | 0                                                                                                | 482                                                                                              | 456                                                                                              | 18                                                                                               | 1/4                                                                                              | Finale de la division Est : Toronto 25, Saskatchewan 21 Coupe Grey: Toronto 27, Calgary 24 |
| 2018                 | Est                                                                                              | 18                                                                                               | 4                                                                                                | 14                                                                                               | 0                                                                                                | 369                                                                                              | 560                                                                                              | 8                                                                                                | 4/4                                                                                              | Non qualifiés |
| 2019                 | Est                                                                                              | 18                                                                                               | 4                                                                                                | 14                                                                                               | 0                                                                                                | 373                                                                                              | 562                                                                                              | 8                                                                                                | 3/4                                                                                              | Non qualifiés |
| 2020                 | Saison annulée                                                                                   | Saison annulée                                                                                   | Saison annulée                                                                                   | Saison annulée                                                                                   | Saison annulée                                                                                   | Saison annulée                                                                                   | Saison annulée                                                                                   | Saison annulée                                                                                   | Saison annulée                                                                                   | Saison annulée |
| 2021                 | Est                                                                                              | 14                                                                                               | 9                                                                                                | 5                                                                                                | 0                                                                                                | 309                                                                                              | 318                                                                                              | 18                                                                                               | 1/4                                                                                              | Finale de la division Est : Hamilton 27, Toronto 19 |
| 2022                 | Est                                                                                              | 18                                                                                               | 11                                                                                               | 7                                                                                                | 0                                                                                                | 443                                                                                              | 425                                                                                              | 22                                                                                               | 1/4                                                                                              | Finale de la division Est : Toronto 34, Montréal 27 Coupe Grey: Toronto 24, Winnipeg 23 |
| 2023                 | Est                                                                                              | 18                                                                                               | 16                                                                                               | 2                                                                                                | 0                                                                                                | 591                                                                                              | 396                                                                                              | 32                                                                                               | 1/4                                                                                              | Finale de la division Est : Montréal 38, Toronto 17 |
| 2024                 | Est                                                                                              | 18                                                                                               | 10                                                                                               | 8                                                                                                | 0                                                                                                | 514                                                                                              | 479                                                                                              | 20                                                                                               | 2/4                                                                                              | Demi-finale de la division Est : Toronto 58, Ottawa 38 Finale de la division Est : Toronto 30, Montréal 28 Coupe Grey: Toronto 41, Winnipeg 24                                                                                            |